# Hendrick Bogaert

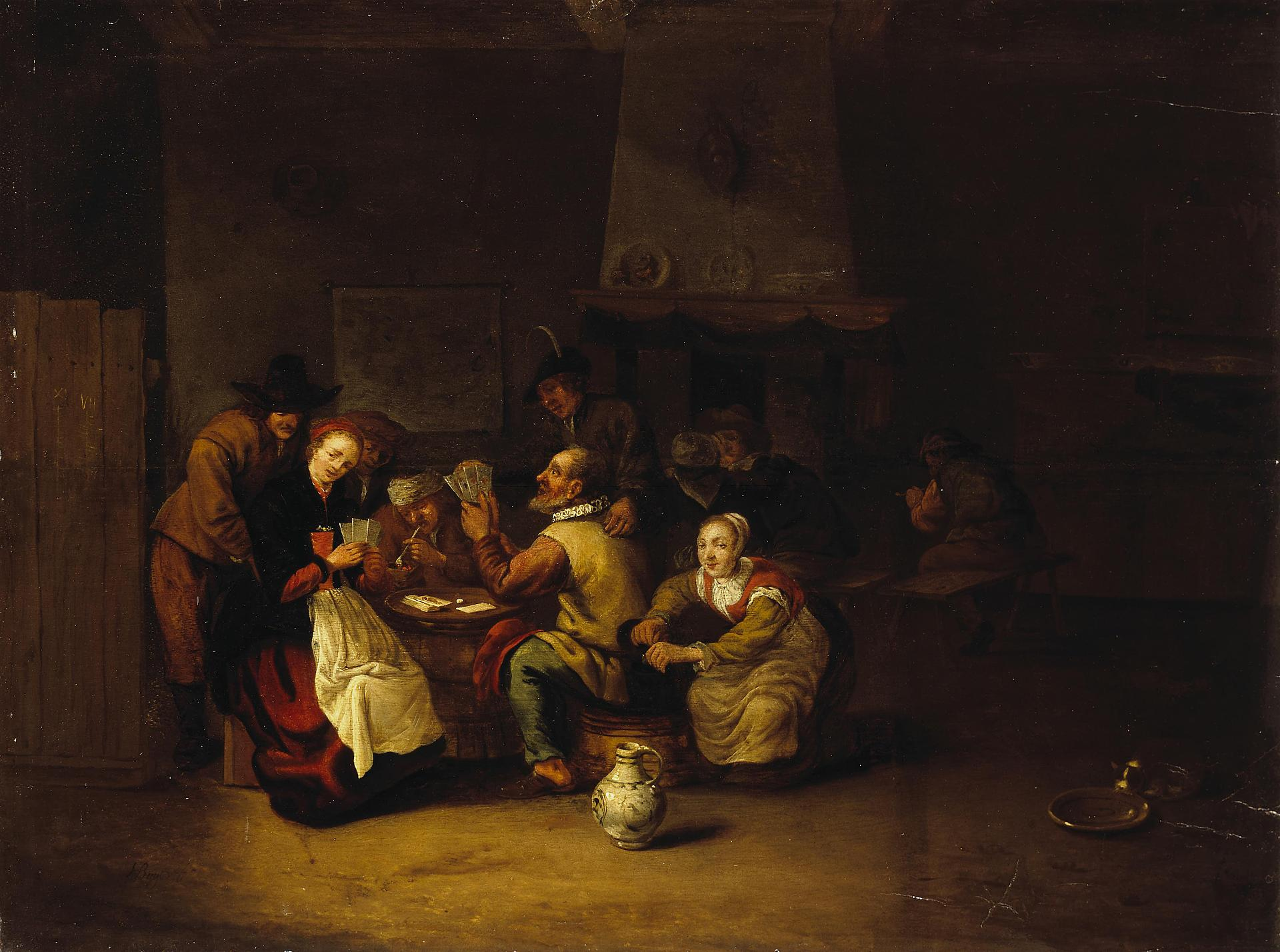
Kaartspelers

Hendrick Bogaert (Amsterdam, ca. 1626/32 – aldaar, na 1675) was een Noord-Nederlandse kunstschilder van goedkope genrestukken uit de 17e eeuw.
Hij werd vermoedelijk geboren in Amsterdam, waar hij ook zijn gehele leven werkzaam bleef. Zijn vader was houtwerker. Over zijn exacte geboortejaar bestaat onzekerheid: in 1650 gaf hij aan ongeveer 24 jaar te zijn, zeven jaar later verklaarde hij ongeveer 30 jaar oud te zijn, in 1667 circa 37 jaar, maar in 1668 36 jaar. Op 10 februari 1657 ging Bogaert in Amsterdam in ondertrouw met Marritjen Centen. Tijdens zijn huwelijk woonde Bogaert in de Reguliersbreestraat in het huis De Drie Koeyekaesen; in 1673 werd hij vermeld in de Wagenstraat.
Bogaert was actief als schilder tussen circa 1650 en 1675. Hij vervaardigde voornamelijk genrestukken, waaronder boerenscènes, interieurs en boerderijstillevens. Hij staat bekend om voorstellingen met levendige details en realistische weergaven van het dagelijks leven. In zijn schilderijen herhaalde hij geen identieke figuurgroepen, maar de afzonderlijke figuren vertonen wel duidelijke gelijkenissen, bijvoorbeeld in hun kleding. De omgeving bevat daarentegen vaak terugkerende elementen. Uit een akte van 1667 blijkt dat hij ook wel eens uithangborden schilderde.
In 1672 gaf Bogaert tekenonderricht aan Joseph Mulder, die later bekend werd als kopergraveur. Een jaar later stierf zijn vrouw.  Over het einde van zijn leven is weinig bekend; wel is zeker dat hij na 1675 nog in leven was, aangezien er uit dat jaar een werk van hem bekend is. Volgens Arnold Houbraken stierf hij verarmd in een Amsterdams oudemannenhuis.
- Biografisch Portaal: 72198871
- RKD-Nederlands Instituut voor Kunstgeschiedenis: 9905
- Union List of Artist Names: 500023052
- Virtual International Authority File: 95823349